# Orta Fatmacık, Birecik
Orta Fatmacık là một xã thuộc huyện Birecik, tỉnh Şanlıurfa, Thổ Nhĩ Kỳ. Dân số thời điểm năm 2011 là 97 người.